# Episodi di Homeland - Caccia alla spia (settima stagione)
La settima stagione della serie televisiva Homeland - Caccia alla spia (Homeland), composta da 12 episodi, è stata trasmessa in prima visione assoluta negli Stati Uniti d'America dal canale via cavo Showtime dall'11 febbraio al 29 aprile 2018.
In Italia, la stagione è andata in onda in prima visione sul canale satellitare Fox dal 23 aprile al 9 luglio 2018.
Il cast principale di questa stagione è formato da: Claire Danes, Elizabeth Marvel, Maury Sterling, Linus Roache, Jake Weber, Morgan Spector e Mandy Patinkin. F. Murray Abraham ricompare come guest star.
| n° | Titolo originale                  | Titolo italiano                              | Prima TV USA     | Prima TV Italia |
| -- | --------------------------------- | -------------------------------------------- | ---------------- | --------------- |
| 1  | Enemy of the State                | Nemico di Stato                              | 11 febbraio 2018 | 23 aprile 2018  |
| 2  | Rebel Rebel                       | Ribelle                                      | 18 febbraio 2018 | 30 aprile 2018  |
| 3  | Standoff                          | Punto morto                                  | 25 febbraio 2018 | 7 maggio 2018   |
| 4  | Like Bad at Things                | Fake news                                    | 4 marzo 2018     | 14 maggio 2018  |
| 5  | Active Measures                   | La commemorazione                            | 11 marzo 2018    | 21 maggio 2018  |
| 6  | Species Jump                      | Il salto di specie                           | 18 marzo 2018    | 28 maggio 2018  |
| 7  | Andante                           | Andante                                      | 25 marzo 2018    | 4 giugno 2018   |
| 8  | Lies, Amplifiers, Fucking Twitter | Bugie, amplificatori, quel maledetto Twitter | 1º aprile 2018   | 11 giugno 2018  |
| 9  | Useful Idiot                      | Allucinazioni                                | 8 aprile 2018    | 18 giugno 2018  |
| 10 | Clarity                           | Impeachment                                  | 15 aprile 2018   | 25 giugno 2018  |
| 11 | All In                            | All in                                       | 22 aprile 2018   | 2 luglio 2018   |
| 12 | Paean to the People               | La democrazia morente                        | 29 aprile 2018   | 9 luglio 2018   |

## Nemico di Stato
- Titolo originale: Enemy of the State
- Diretto da: Lesli Linka Glatter
- Scritto da: Debora Cahn e Alex Gansa

### Trama
- Durata: 60 minuti
- Guest star: Amy Hargreaves (Maggie Mathison), Robert Knepper (Generale Jamie McClendon), Dylan Baker (Senatore Sam Paley), Ellen Adair (Janet Bayne), Mackenzie Astin (Bill Dunn), Courtney Grosbeck (Josie Mathison Dunn), Lesli Margherita (Sharon Aldright).
- Ascolti USA: telespettatori 1 221 000[3]

## Ribelle
- Titolo originale: Rebel Rebel
- Diretto da: Lesli Linka Glatter
- Scritto da: Patrick Harbinson e Chip Johannessen

### Trama
- Durata: 56 minuti
- Guest star: Amy Hargreaves (Maggie Mathison), Sandrine Holt (Simone Martin), Matt Servitto (Agente Speciale Maslin), Dylan Baker (Senatore Sam Paley), Sakina Jaffrey (Dottoressa Lori Meyer), Mackenzie Astin (Bill Dunn), Lesli Margherita (Sharon Aldright), Courtney Grosbeck (Josie Mathison Dunn), David Maldonado (Bo Elkins), Julee Cerda (Reiko Umon), Barbara Rosenblat (Procuratore Generale degli Stati Uniti Hoberman), Colton Ryan (J.J. Elkins).
- Ascolti USA: telespettatori 1 120 000[4]

## Punto morto
- Titolo originale: Standoff
- Diretto da: Michael Klick
- Scritto da: Anya Leta e Ron Nyswaner

### Trama
- Durata: 51 minuti
- Guest star: Amy Hargreaves (Maggie Mathison), Sandrine Holt (Simone Martin), Matt Servitto (Agente Speciale Maslin), Fredric Lehne (Generale Rossen), Sakina Jaffrey (Dottoressa Lori Meyer), Lesli Margherita (Sharon Aldright), Kim Sykes (Detective), David Maldonado (Bo Elkins), Colton Ryan (J.J. Elkins).
- Ascolti USA: telespettatori 1 255 000[5]

## Fake news
- Titolo originale: Like Bad at Things
- Diretto da: Alex Graves
- Scritto da: Chip Johannessen e Patrick Harbinson

### Trama
- Durata: 48 minuti
- Guest star: Amy Hargreaves (Maggie Mathison), Matt Servitto (Agent Speciale Maslin), David Maldonado (Bo Elkins), Colton Ryan (J.J. Elkins), Alex Hurt (Josh), Costa Ronin (Yevgeny Gromov), David Neal Levin (Carl), Justin Kucsulain (Andy Burke).
- Ascolti USA: telespettatori 930 000 [6]

## La commemorazione
- Titolo originale: Active Measures
- Diretto da: Charlotte Sieling
- Scritto da: Debora Cahn

### Trama
- Durata: 50 minuti
- Guest star: James D'Arcy (Thomas Anson), Mark Ivanir (Ivan Krupin), Sandrine Holt (Simone Martin), Chinasa Ogbuagu (Jackie Goodman), Brian O'Neill (Stendig), Barbara Rosenblat (Procuratore Generale degli Stati Uniti Hoberman), William Popp (Stein), Clé Bennett (Doxie Marquis), Ari Fliakos (Carter Bennet), Todd Cerveris (Tom).
- Ascolti USA: telespettatori 1 315 000[7]

## Il salto di specie
- Titolo originale: Species Jump
- Diretto da: Michael Offer
- Scritto da: Anya Leta e Ron Nyswaner

### Trama
- Durata: 57 minuti
- Guest star: James D'Arcy (Thomas Anson), Dylan Baker (Senatore Sam Paley), Mark Ivanir (Ivan Krupin), Costa Ronin (Yevgeny Gromov), Sandrine Holt (Simone Martin), Ellen Adair (Janet Bayne), Catherine Curtin (Sandy Langmore), Peter Vack (Clint Prower), William Popp (Stein), Courtney Grosbeck (Josie Mathison Dunn), Jennifer Ferrin (Charlotte), Clé Bennett (Doxie Marquis), Ari Fliakos (Carter Bennet).
- Ascolti USA: telespettatori 1 253 000[8]

## Andante
- Titolo originale: Andante
- Diretto da: Lesli Linka Glatter
- Scritto da: Patrick Harbinson e Chip Johannessen

### Trama
- Durata: 60 minuti
- Guest star: James D'Arcy (Thomas Anson), Amy Hargreaves (Maggie Mathison), Catherine Curtin (Sandy Langmore), Julee Cerda (Reiko Umon), Fredric Lehne (Generale Rossen), Mackenzie Astin (Bill Dunn), William Popp (Stein), Clé Bennett (Doxie Marquis), Ari Fliakos (Carter Bennet), Peter Vack (Clint Prower), Courtney Grosbeck (Josie), Tricia Paoluccio (Audrey Navarro), Julian Gamble (Giudice federale) e Beau Bridges (Vice Presidente Warner).
- Ascolti USA: telespettatori 1 275 000[9]

## Bugie, amplificatori, quel maledetto Twitter
- Titolo originale: Lies, Amplifiers, Fucking Twitter
- Diretto da: Tucker Gates
- Scritto da: Patrick Harbinson e Chip Johannessen

### Trama
- Durata: 51 minuti
- Guest star: Amy Hargreaves (Maggie Mathison), Dylan Baker (Senatore Sam Paley), Costa Ronin (Yevgeny Gromov), Sandrine Holt (Simone Martin), Catherine Curtin (Sandy Langmore), Peter Vack (Clint Prower), Elya Baskin (Viktor Makarov), Marina Chello (Cantante russa), Jennifer Ferrin (Charlotte), Mackenzie Astin (Bill Dunn).
- Ascolti USA: telespettatori 1 219 000[10]

## Allucinazioni
- Titolo originale: Useful Idiot
- Diretto da: Nelson McCormick
- Scritto da: Debora Cahn

### Trama
- Durata: 51 minuti
- Guest star: Dylan Baker (Senatore Sam Paley), Costa Ronin (Yevgeny Gromov), Sandrine Holt (Simone Martin), Ellen Adair (Janet Bayne), Catherine Curtin (Sandy Langmore), Peter Vack (Clint Prower), Mackenzie Astin (Bill Dunn), Merab Ninidze (Mirov), Thomas G. Waites (Clayton), James Lloyd Reynolds (Jim Lippard).
- Ascolti USA: telespettatori 1 242 000[11]

## Impeachment
- Titolo originale: Clarity
- Diretto da: Dan Attias
- Scritto da: Howard Gordon e Ron Nyswaner

### Trama
- Durata: 60 minuti
- Guest star: James D'Arcy (Thomas Anson), Amy Hargreaves (Maggie Mathison), Dylan Baker (Senatore Sam Paley), Catherine Curtin (Sandy Langmore), Adrienne C. Moore (Rhonda), Francesca Faridany (Olivia), Sakina Jaffrey (Dottoressa Lori Meyer), Mackenzie Astin (Bill Dunn), Courtney Grosbeck (Josie Mathison Dunn), Damian Young (Jim), Marin Hinkle (Christine Lonas), Tricia Paoluccio (Audrey Navarro), Thomas Schall (Madison Bell) e Beau Bridges (Vice Presidente Ralph Warner).
- Ascolti USA: telespettatori 1 283 000[12]

## All in
- Titolo originale: All In
- Diretto da: Alex Graves
- Scritto da: Patrick Harbinson e Chip Johannessen

### Trama
- Durata: 54 minuti
- Guest star: James D'Arcy (Thomas Anson), Dylan Baker (Senatore Sam Paley), Costa Ronin (Yevgeny Gromov), Catherine Curtin (Sandy Langmore), Elya Baskin (Viktor Makarov), Sandrine Holt (Simone Martin), Peter Vack (Clint Prower), Ellen Adair (Janet Bayne), Merab Ninidze (Mirov), Ari Fliakos (Carter Bennet), Clé Bennett (Doxie Marquis), Damian Young (Jim), Misha Kuznetsov (Generale Yakushin), con Beau Bridges (Vice Presidente Warner) e F. Murray Abraham (Dar Adal).
- Ascolti USA: telespettatori 1 387 000[13]

## La democrazia morente
- Titolo originale: Paean to the People
- Diretto da: Lesli Linka Glatter
- Scritto da: Alex Gansa

### Trama
- Durata: 63 minuti
- Guest star: James D'Arcy (Thomas Anson), Dylan Baker (Senatore Sam Paley), Costa Ronin (Yevgeny Gromov), Sandrine Holt (Simone Martin), Ellen Adair (Janet Bayne), Catherine Curtin (Sandy Langmore), Geoff Pierson (Senatore Richard Eames), Elya Baskin (Viktor Makarov), Merab Ninidze (Mirov), Clé Bennett (Doxie Marquis), Ari Fliakos (Carter Bennet), Damian Young (Jim), Peter Vack (Clint Prower), Yosef Podolski (Aleksandr), Sue Jean Kim (Addetta stampa) e Beau Bridges (Vice Presidente Warner).
- Ascolti USA: telespettatori 1 300 000[14]